# 100 ق هـ
100 ق هـ هي السنة المائة السابقة للهجرة النبوية، وهي توافق ما بين 524 و525 حسب التقويم الميلادي، أي أنها بدأت في سنة 524م وانتهت في سنة 525 .

## مواليد
- الأحوص بن جعفر

## وفيات
- صخر بن نهشل